# Andrés de Olmos
Andrés de Olmos (Oña, 1480 –  Canton de Tampico ou Villa de San Luis de Tampico, atualmente Pueblo Viejo, 8 de outubro de 1568) foi um sacerdote franciscano, gramático e etno-historiador dos índios mexicanos. É mais conhecido por seu trabalho em Linguística, o primeiro do Novo Mundo, em náuatle clássico.

## Biografia

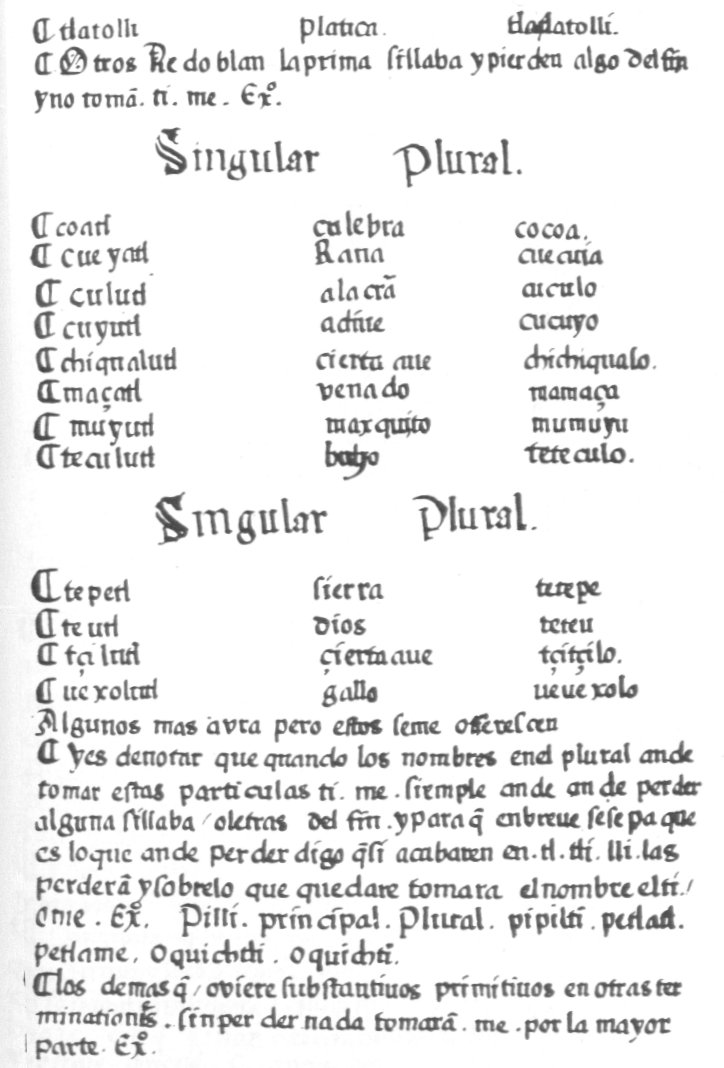
Página de sua obra "Arte de la Lengua Mexicana"

Andrés de Olmos na juventude foi morar com uma irmã casada em Olmos de Esgueva, de onde vem seu nome. Entrou para o convento franciscano em Valladolid e foi ordenado sacerdote. Em 1527, foi nomeado assistente do Frei Juan de Zumárraga e o acompanhou  quando este foi enviado pelo imperador Carlos V, em 1528, para ser o primeiro bispo da Nova Espanha. Já em 1533 Olmos era reconhecido como extraordinariamente hábil na língua náuatle, e bem informado sobre a história e costumes dos povos que falavam aquela língua. Em 1536 contribuiu para a fundação do Colegio de Santa Cruz, onde também deu aulas, a primeira instituição de base europeia de ensino superior no Novo Mundo.
Olmos escreveu um livro, agora perdido, sobre a história pré-hispânica, as crenças e práticas religiosas do México (alguns sugeriram que esse trabalho possa ser o misterioso Crónica X). Também publicou uma coleção de Huehuetlahtolli, instrução moral dos anciãos náuatles para seus juniores, expressa em um ambiente altamente estilizado e elegante, linguagem de alto registo. Escreveu vários sermões em náuatle que sobreviveram.
Andrés de Olmos é mais conhecido por seu Arte para aprender la lengua mexicana, concluído em 1547. Apesar de ter sido baseado em algumas notas previamente escritas por ele e outros autores sobre a gramática náuatle clássica, esta foi a primeira descrição relativamente completa de uma língua indígena do Novo Mundo. Antecede, por três anos, a primeira descrição gramatical da língua francesa escrita por Louis Maigret em 1550.
Olmos também publicou um Vocabulário náuatle. Grande parte de seu trabalho sobre a Arte e o Vocabulário foi feito em Hueytlalpan, na terra dos Totonacas, onde se estabeleceu por volta de 1539. Lá, Olmos aprendeu totonaca e publicou uma Arte e Vocabulário nesse idioma, ambos perdidos. Em 1554 se mudou para a região de Huasteca, onde aprendeu a língua huasteca ou teenek, e escreveu ainda outra Arte e Vocabulário descrevendo o idioma.

## Importância
A língua náuatle, totonaca e huasteca são de famílias linguísticas completamente diferentes, e representam três das 20 famílias linguísticas mais importantes do México. Descrever a gramática, introduzir a análise léxica dessas três línguas diferentes é uma tarefa imensa, ainda mais se considerarmos que ele foi o primeiro a fazê-lo. O trabalho de Olmos, particularmente a Arte para aprender la lengua mexicana, foi o modelo para muitos outros que se seguiram em línguas náuatle e outras do Novo Mundo.